# The Legend of Zelda: Collector's Edition
The Legend of Zelda: Collectors Edition är en sammanställning av fyra tv-spel från Nintendos spelserie The Legend of Zelda från tidigare plattformar till GameCube. Inkluderat på skivan finns också ett demo av The Legend of Zelda: The Wind Waker. Spelsammanställningen såldes aldrig kommersiellt av Nintendo, men fanns att tillgå för medlemmar och nyregistrerade medlemmar i Club Nintendo, där det blev tillgängligt 2003.
Spelskivan innehåller följande spel:
- The Legend of Zelda
- Zelda II: The Adventure of Link
- The Legend of Zelda: Ocarina of Time
- The Legend of Zelda: Majora's Mask
- The Legend of Zelda: The Wind Waker - 20 minuters demo

## The Legend of Zelda
Detta spel släpptes år 1987 till NES. Spelaren tar i början av äventyret karaktären som den unga pojken Link i landet Hyrule. Link måste rädda prinsessan Zelda från den onde Ganon genom att hitta de åtta delarna av modets trekraft (på engelska Triforce). Även andra hjälpmedel finns att hitta och använda. I Hyrule finns nio stycken underjordiska grottor där de åtta första innehåller en del av trekraften/triforce. I slutet av den sista grottan återfinner man Ganon själv.

## Zelda II: The Adventure of Link
Detta spel släpptes år 1988 till NES. I The Adventure of Link ska Link väcka upp prinsessan Zelda som försattes i en magisk sömn för länge sedan. För att väcka henne får Link en kista med sex kristaller som ska placeras i sex tempel omkring i Hyrule för att på det viset få modets trekraft och därmed kunna väcka upp prinsessan Zelda.

## The Legend of Zelda: Ocarina of Time
Detta spel släpptes år 1998 till Nintendo 64. Ocarina of Time utspelar sig i landet Hyrule. Huvudpersonen, barnet Link, bor i Kokiri Forest, byn där ingen blir vuxen. Byns beskyddare, The Great Deku Tree, kallar en dag på Link. Link skaffar svärd och sköld och kommer till The Great Deku Tree, som avslöjar en dag för Link att han inte är en av Kokiri-folket, och att han utan problem kan lämna byn, vilket ingen annan kan. Han avslöjar även att Link faktiskt MÅSTE bege sig av, till Hyrule Castle och landets prinsessa, Zelda, och att Hyrules öde ligger i Links händer. The Great Deku Tree berättar att han måste samla tre heliga stenar (Kokiris Emerald, Gorons Ruby och Zoras Sapphire). Den första stenen finns att hämta inne i Deku Tree, och de andra två måste han fråga prinsessan om. Spelet finns även som gamecubespel och kan köpas på Wii Market.

## The Legend of Zelda: Majora's Mask
Detta spel släpptes år 2000 till Nintendo 64. Majora's Mask tar vid där Ocarina of Time slutade. Ridandes på sin häst Epona djupt inne i en stor skog råkar Link ut för ett bakhåll där en maskerad varelse kallad Skull Kid kastar av Link från sin häst. När Link ligger avsvimmad på backen genomsöks han av tjuven och hans två feer, Tatl och Tael, då han tycker sig hitta något intressant. Han tar upp en okarina från Links ficka och rider sedan iväg med Epona. Strax därpå vaknar Link upp och börjar springa efter när han till sin fasa märker att hans ägodelar saknas. När han sedan kommer ifatt inne i en mystisk grotta flyger Tatl fram till Link för att puffa till honom, och de stängs strax där på in i grottan. Tatl vill inte skiljas från sin bror och beordrar Link att följa efter och när han slutligen hittar Skull Kid blir han förvandlad till något märkligt. Link blir förtvivlad när han ser sig själv i reflektionen av en vattenpöl, han har blivit en mystisk liten miserabel trävarelse kallad Dekuscrub. Sedan försvinner Skull Kid och lämnar Link i sin nuvarande position ensam med Tatl.

## The Legend of Zelda: The Wind Waker
Detta spel släpptes år 2003 till GameCube. The Wind Waker utspelar sig hundratals år efter The Legend of Zelda: Ocarina of Time. Det finns inga spår efter landet Hyrule, utan istället utspelar sig spelet på ett stort hav med en mängd öar. Link bor på Outset Island, tillsammans med sin mormor och sin yngre syster, Aryll. På sin födelsedag får Link höra tals om legenden om The Hero of Time (Link från Ocarina of Time) och får en traditionell grön tunika för att hedra den gamle hjälten.
Men livet blir mer komplicerat när Aryll blir kidnappad av en stor fågel, Helmaroc King, en underhuggare till Ganondorf. Dessutom dyker pirater upp på den lilla ön. Link får veta att Helmaroc King har kidnappat flera flickor från andra öar och lyckas få piraternas ledare Tetra att ta med honom på skeppet för att rädda Aryll.